# Unrelated Statements
Unrelated Statements är den svenska rockgruppen The Maharajas tredje album, utgivet 2004 på CD/LP av Low Impact Records (Sverige) samt av GP Records (Spanien). Inspelningen gjordes i Aleppo Studios av Mikael Nordström och mixades av Måns P Månsson.

## Låtlista
1. ”Medication” (Guttormsson) – 2:20
2. ”I'm Fooled Again” (Lindberg) – 1:29
3. ”Another Turn” (Guttormsson) – 2:04
4. ”Please Leave A Message” (Lindberg) – 2:15
5. ”Odds Socks” (Guttormsson) – 2:18
6. ”Dead” (Guttormsson) – 3:24
7. ”Maggot Mocker” (Guttormsson) – 1:52
8. ”Alright” (Lindberg) – 2:26
9. ”You For President” (Guttormsson) – 1:55
10. ”Remember Our Love” (Lindberg) – 2:04
11. ”Papas Dead” (Lindberg) – 2:34
12. ”Taste Of Tears” (Lindberg) – 2:01
13. ”I Won't Die” (Guttormsson) – 2:03
14. ”Nice Guys Finish Last” (Lindberg) – 2:10

## Medverkande
The Maharajas
- Jens Lindberg – sång, gitarr, bakgrundssång
- Anders Öberg – trummor
- Mathias Lilja – sång, gitarr, orgel
- Ulf Guttormsson – basgitarr, bakgrundssång

Bidragande musiker
- Claes Carlsson – tenorsaxofon